# بخش دوور (شهرستان توسکاراواس، اوهایو)
بخش دوور (به انگلیسی: Dover Township) یک منطقهٔ مسکونی در ایالات متحده آمریکا است که در شهرستان توسکاراوس، اوهایو واقع شده‌است.
 بخش دوور ۹۴٫۹ کیلومتر مربع مساحت و ۴٬۷۲۶ نفر جمعیت دارد و ۲۷۵ متر بالاتر از سطح دریا واقع شده‌است.